# Chelidonura varians
Chelidonura varians Eliot, 1903 è un mollusco gasteropode marino della famiglia Aglajidae.

## Distribuzione e habitat
La specie è diffusa nelle acque tropicali dell'Indo-Pacifico.